# ستيوارت ووكر (مخرج)
ستيوارت ووكر (بالإنجليزية: Stuart Walker)‏ هو منتج أفلام ومخرج أمريكي، ولد في 4 مارس 1888 في أوغستا في الولايات المتحدة، وتوفي في 13 مارس 1941 في بيفرلي هيلز في الولايات المتحدة.

## وصلات خارجية
- ستيوارت ووكر على موقع IMDb (الإنجليزية)
- ستيوارت ووكر على موقع ألو سيني (الفرنسية)
- ستيوارت ووكر على موقع أول موفي (الإنجليزية)
- ستيوارت ووكر على موقع قاعدة بيانات برودواي على الإنترنت (الإنجليزية)
- ستيوارت ووكر على موقع قاعدة بيانات الأفلام السويدية (السويدية)
- ستيوارت ووكر على موقع قاعدة بيانات الفيلم (الإنجليزية)
- ستيوارت ووكر على موقع كينوبويسك (الروسية)